# Marqué par la haine
Pour plus de détails, voir Fiche technique et Distribution.
Marqué par la haine (Somebody Up There Likes Me) est un film américain réalisé par Robert Wise, sorti en 1956. Le film est inspiré de la vie tumultueuse du boxeur champion du monde des poids moyens en 1947, Rocky Graziano.

## Synopsis
Rocky Barbella (Paul Newman) grandit à New York à la fin des années 1930, au sein d'une bande de petits délinquants. Il fait plusieurs séjours en maison de correction. Déserteur de l'armée américaine, il intègre la salle d'un manager de boxe (Everett Sloane). Repris par les autorités, il est incarceré dans une prison militaire. Cette forte tête est prise en main par un sergent, et lui fait comprendre qu'il a de l'or dans les poings et qu'il vaut mieux mettre sa force et son courage en devenant un vrai boxeur qu'au service du mal. Rendu à la vie civile, il se consacre entièrement à la carrière de boxeur professionnel et gravit progressivement tous les échelons jusqu'à devenir champion du monde sous le nom de Rocky Graziano.

## Fiche technique
- Titre : Marqué par la haine
- Titre original : Somebody Up There Likes Me
- Réalisation : Robert Wise
- Producteur : Charles Schnee et James E. Newcom (associé)
- Scénario : Ernest Lehman
- Photographie : Joseph Ruttenberg
- Décor : Edwin B. Willis & Keogh Gleason
- Musique : Bronislau Kaper
- Montage : Albert Akst
- Société de production : Metro Goldwyn Mayer
- Pays de production :  États-Unis
- Format : noir et blanc - 1,33:1 -  35 mm
- Genre : drame
- Durée : 113 minutes
- Dates de sortie :
  - États-Unis : 3 juillet 1956
  - France : 14 février 1957

## Distribution
- Paul Newman (VF : Pierre Trabaud) : Rocky Barbella Graziano
- Pier Angeli (VF : Anne Caprile) : Norma
- Everett Sloane (VF : Louis de Funès) : Irving Cohen
- Eileen Heckart  (VF : Denise Bosc) : Mama Barbella
- Sal Mineo  (VF : Maurice Sarfati) : Romolo
- Harold J. Stone  (VF : André Valmy) : Nick Barbella
- Robert Loggia : Frankie Peppo, gangster maître-chanteur
- Steve McQueen (VF : Robert Marcy) : Fidel, un jeune délinquant
- Joseph Buloff  (VF : Serge Nadaud) : Benny, le glacier philosophe
- Arch Johnson : Heldon
- Theodore Newton : Edward Eagan
- Sammy White : Whitey Bimstein

Acteurs non crédités
- Stanley Adams : L'avocat de Romolo
- Frank Campanella : Un détective
- Clancy Cooper : Le capitaine Lancheck
- Michael Dante : « Shorty the Greek »
- Sam Gilman : Un détective arrêtant Rocky
- Don Haggerty : Un garde à la prison de Leavenworth
- Judson Pratt (VF : Yves Brainville) : Johnny Hyland

## Autour du film
- Paul Newman est appelé pour remplacer James Dean, décédé accidentellement quelques mois avant le début du tournage[1].
- Première et brève apparition de Steve McQueen dans un film hollywoodien[1].
- C'est Louis de Funès qui donne la voix française de Irving Cohen, le manager de Rocky
- 20 ans plus tard,  Sylvester Stallone proposera son Rocky, très inspiré par le film : Rocky Balboa / Rocky Barbella ; Talia Shire presque sosie de Pier Angeli, de même pour Burgess Meredith avec Everett Sloane. Même les scènes de combat sont presque pareilles : Rocky n'ayant pas de garde, même façon de se pencher en avant, recevant des coups à la tête sans broncher (il est possible que ce soit les vraies attitudes de Rocky Graziano), la fin du combat quasiment identique.